# Abstracción (psicología)
La abstracción (Lat. abstractio = sacar fuera de) es un proceso que implica reducir los componentes fundamentales de información de un fenómeno para conservar sus rasgos más relevantes con el objetivo de formar categorías o conceptos. Por ejemplo, abstraer de un sauce el concepto de árbol, implica retener solamente la información (características, funciones, etc) del sauce que se pueden aplicar para ser incluido dentro de la categoría general de los árboles.
Una pregunta esencial en psicología consiste en intentar explicar este proceso de abstracción. Por ejemplo, cómo las personas logran formar conceptos a partir de experiencias con objetos individuales. 
El psicólogo Piaget propone que el sujeto extrae información de los objetos (abstracción simple) o de sus propias acciones sobre los objetos (abstracción reflexiva).
En educación, la idea de abstraer se relaciona con el momento en que el conocimiento entra a formar parte de la vida del sujeto (inicialmente en una categoría mental) y se confirma con un comportamiento explícito que nos permite ver que se ha logrado la "abstracción".
- Datos: Q8184400